# Primeiro Consistório Ordinário Público de 2012
O Consistório Ordinário Público de 2012 para a criação de novos cardeais foi anunciado pelo Papa Bento XVI na oração do Angelus do dia 6 de janeiro de 2012, solenidade da Epifania, no Vaticano, e realizou-se no dia 18 de fevereiro de 2012. Foram criados 22 novos cardeais, dos quais 18 cardeais-votantes num eventual conclave.

## Novos cardeais
Os cardeais criados são:
| Nº                     | País               | Nome                       | Idade              | Cargo | Título ou Diaconia                                                   |
| Cardeais eleitores     | Cardeais eleitores | Cardeais eleitores         | Cardeais eleitores | Cardeais eleitores                                                                                         | Cardeais eleitores                                                   |
| ---------------------- | ------------------ | -------------------------- | ------------------ | --- | -------------------------------------------------------------------- |
| 1                      | Itália             | Fernando Filoni            | 65                 | Prefeito da Congregação para a Evangelização dos Povos                                                     | Cardeal-diácono de Nossa Senhora de Coromoto em San Giovanni di Dio  |
| 2                      | Portugal           | Manuel Monteiro de Castro  | 73                 | Penitenciário-Mor do Tribunal da Penitenciária Apostólica                                                  | Cardeal-diácono de São Domingos de Gusmão                            |
| 3                      | Espanha            | Santos Abril y Castelló    | 76                 | Arcipreste da Basílica de Santa Maria Maior                                                                | Cardeal-diácono de São Ponciano                                      |
| 4                      | Itália             | Antônio Maria Vegliò       | 74                 | Presidente do Pontifício Conselho para a Pastoral dos Migrantes e Itinerantes                              | Cardeal-diácono de São Cesário em Palatio                            |
| 5                      | Itália             | Giuseppe Bertello          | 69                 | Presidente da Pontifícia Comissão para o Estado da Cidade do Vaticano                                      | Cardeal-diácono de Santos Vito, Modesto e Crescência                 |
| 6                      | Itália             | Francesco Coccopalmerio    | 73                 | Presidente do Pontifício Conselho para os Textos Legislativos                                              | Cardeal-diácono de São José dos Carpinteiros                         |
| 7                      | Brasil             | João Braz de Aviz          | 64                 | Prefeito da Congregação para os Institutos de Vida Consagrada e Sociedades de Vida Apostólica              | Cardeal-diácono de Santa Helena fora da Porta Prenestina             |
| 8                      | Estados Unidos     | Edwin Frederick O'Brien    | 72                 | Grão-Mestre da Ordem Equestre do Santo Sepulcro de Jerusalém                                               | Cardeal-diácono de São Sebastião no Palatino                         |
| 9                      | Itália             | Domenico Calcagno          | 69                 | Presidente da Administração do Patrimônio da Sé Apostólica                                                 | Cardeal-diácono de Anunciação da Beata Virgem Maria em Via Ardeatina |
| 10                     | Itália             | Giuseppe Versaldi          | 68                 | Presidente da Prefeitura dos Assuntos Econômicos da Santa Sé                                               | Cardeal-diácono de Sagrado Coração de Jesus em Castro Pretorio       |
| 11                     | Índia              | George Alencherry          | 66                 | Arcebispo-maior da Arquidiocese Maior de Ernakulam-Angamaly                                                | Cardeal-presbítero de São Bernardo nas Termas                        |
| 12                     | Canadá             | Thomas Christopher Collins | 65                 | Arcebispo de Toronto                                                                                       | Cardeal-presbítero de São Patrício                                   |
| 13                     | República Checa    | Dominik Duka, O.P.         | 68                 | Arcebispo de Praga                                                                                         | Cardeal-presbítero de Santos Marcelino e Pedro                       |
| 14                     | Países Baixos      | Willem Jacobus Eĳk         | 58                 | Arcebispo de Utrecht                                                                                       | Cardeal-presbítero de São Calisto                                    |
| 15                     | Itália             | Giuseppe Betori            | 64                 | Arcebispo de Florença                                                                                      | Cardeal-presbítero de São Marcelo                                    |
| 16                     | Estados Unidos     | Timothy Michael Dolan      | 62                 | Arcebispo de Nova Iorque                                                                                   | Cardeal-presbítero de Nossa Senhora de Guadalupe no Monte Mario      |
| 17                     | Alemanha           | Rainer Maria Woelki        | 55                 | Arcebispo de Berlim                                                                                        | Cardeal-presbítero de São João Maria Vianney                         |
| 18                     | Hong Kong          | John Tong Hon              | 72                 | Bispo de Hong Kong                                                                                         | Cardeal-presbítero de "Regina Apostolorum"                           |
| Cardeais não-eleitores |                    |                            |                    | |                                                                      |
| 19                     | Romênia            | Lucian Mureşan             | 80                 | Arcebispo Maior de Făgăraş şi Alba Iulia                                                                   | Cardeal-presbítero de Santo Atanásio                                 |
| 20                     | Bélgica            | Julien Ries                | 91                 | Arcebispo belga                                                                                            | Cardeal-diácono de Santo António de Pádua na Circonvallazione Appia  |
| 21                     | Malta              | Prosper Grech, O.S.A.      | 86                 | professor emérito e consultor da Congregação para a Doutrina da Fé e membro da Pontifícia Comissão Bíblica | Cardeal-diácono de Santa Maria Goretti                               |
| 22                     | Alemanha           | Karl Becker, S.J.          | 83                 | Sacerdote alemão                                                                                           | Cardeal-diácono de São Juliano Mártir                                |

## Outros consistórios do papado de Bento XVI
- Consistório Ordinário Público de 2006
- Consistório Ordinário Público de 2007
- Consistório Ordinário Público de 2010
- Segundo Consistório Ordinário Público de 2012